# Via tuberoinfundibular
A via tuberoinfundibular refere-se a uma população de neurónios dopaminérgicos no núcleo arcuado do hipotálamo médio-basal que se projectam até à eminência média. É uma das quatro principais vias dopaminérgicas do cérebro.
A dopamina libertada neste local regula a secreção da prolactina a partir da glândula adenoipófise.
Algumas drogas antipsicóticas bloqueiam a dopamina na via tuberoinfundibular, o que pode causar um aumento dos níveis de prolactina no sangue (hiperprolactinemia). Isto pode provocar lactação anormal, mesmo em homens, desregulações do ciclo menstrual em mulheres, problemas visuais, dores de cabeça e disfunções sexuais.